# Dallas Bixler
Dallas Bixler (n. 17 februarie 1910, Hutchinson, Kansas, SUA – d. 13 august 1990, Buena Park⁠(d), California, SUA) a fost un gimnast artistic ce a reprezentat Statele Unite ale Americii, medaliat olimpic. A participat la o ediție a Jocurilor Olimpice (1932) în care a câștigat o medalie de aur.

## Participări
Lista de mai jos prezintă principalele competiții la care a participat Dallas Bixler de-a lungul carierei.
- gymnastics at the 1932 Summer Olympics – men's horizontal bar[*]